# Mignault
 Mignault  is een dorp in de Belgische provincie Henegouwen, en een deelgemeente van de Waalse gemeente Le Rœulx. Tot 1 januari 1977 was het een zelfstandige gemeente.

## Bezienswaardigheden
- De Molen van Mignault (Moulin de Mignault of Le Petit Moulin) is een windmolenrestant. De ronde stenen molen van het type grondzeiler werd iets voor 1860 gebouwd. Hij staat op een hoogte. De romp heeft de vorm van een afgeknotte kegel en werd verbouwd tot woning.
- De Sint-Martinuskerk (Église Saint-Martin) werd gebouwd in 1518 op de plaats van een vroegere kapel. De toren is van 1510. De overige delen van de kerk werden herbouwd in 1846 in neoclassicistische stijl.

## Natuur en landschap
Enkele beken komen samen bij Mignault en vloeien verder als Samme.

## Demografische ontwikkeling
- Bronnen:NIS, Opm:1831 tot en met 1970=volkstellingen, 1976= inwoneraantal op 31 december

## Nabijgelegen kernen
Le Roeulx, Houdeng-Goegnies, Marche-lez-Écaussinnes, Écaussinnes, Naast